# Protestantisme au Tchad
Le protestantisme au Tchad représente 26 % de la population tchadienne, essentiellement au sud et au guera, et se décline en diverses dénominations, dont plusieurs se rattachent au christianisme évangélique.

## Historique
L’organisation américaine Baptist Mid-Missions a été la première mission protestante à s'établir dans le pays en 1925 à Sarh. En 1964, l’Association Tchadienne des Églises baptistes a été officiellement fondée.